# Бандит (фільм, 1996)
«Бандит» (тур. Eşkıya) — турецький кримінальний фільм 1996 року, знятий Явузом Турґулом за власним сценарієм. У головних ролях: Шенер Шен та Угур Юджель.
Турецька прем'єра фільму відбулася 29 листопада 1996 року.
На 24 серпня 2021 року фільм займав 221-у позицію у списку 250 найкращих фільмів за версією IMDb.

## Сюжет
У центрі сюжету драматичного трилеру перебуває колишній бандит, який повертається до Стамбулу після 35-річного тюремного ув'язнення. За словами режисера, завдяки деяким казковим елементам, ця історія змішує поняття реальності і вигадки.

## Сприйняття
Фільм здобув широку популярність у Туреччині (понад 2,5 млн глядачів), Німеччині (премія «Bogey») та інших країнах. «Бандит» висунутий на премію «Оскар» як найкращий фільм іноземною мовою. Критики називають фільм «рятівником» та «поворотним пунктом» турецького кіно, яке відчайдушно боролося із засиллям іноземних фільмів від 1980-х років і відчувало труднощі із залученням вітчизняної аудиторії.

## Акторський склад
- Шенер Шен — Баран
- Угур Юджель — Джумалі
- Сермін Хюрмеріч — Кедже
- Камран Услуер — Берфо
- Єшим Салкем — Емель